# Vaccària
La Vaccaria è una delle opere della terza fase scrittoria del Ruzante. Si sottolinea la differenza sociale dei personaggi, e si riflette dell'uso contrapposto della lingua e del dialetto: solo i servi parlano in padovano, gli altri sono di più elevata condizione e quindi si esprimono in italiano letterario.
Databile al 1533, è una rielaborazione della commedia plautina Asinaria ("La commedia degli asini").